# 希臘共產黨
希臘共產黨（羅馬化：Kommounistikó Kómma Elládas），簡稱希共（KKE），是希臘的一个共产主义政党，为希臘現存历史最悠久的政黨。

## 历史
该党成立於1918年11月17日，由多个社会主义团体（包括社会主义工人联盟）联合组建，初称希臘社會主義工人黨。1922年，改名为希腊社会主义工人党（共产党人）。1924年，改名为希腊共产党，并加入共产国际。1936年，该党被扬尼斯·梅塔克萨斯独裁政权宣布为非法。
第二次世界大战开始後，该党建立民族解放阵线、希腊人民解放军和民族解放政治委员会，成为希腊反法西斯抵抗运动的主要力量，成员数一度达到40万。
1944年10月15日希腊获得解放后，该党领导的民族解放阵线加入乔治·帕潘德里欧民族团结政府；11月，因英国干涉，民族解放阵线被排挤出政府。1944年12月—1945年1月，民族解放阵线支持者与希腊宪兵在雅典爆发武装冲突，史称“十二月事件”；由于苏联领导人约瑟夫·斯大林与英国首相温斯顿·丘吉尔订立《百分比协定》，将希腊划为英国的势力范围，该党在苏联的压力下，被迫与希腊政府签订《瓦尔基扎条约》，解除武装。1946年，在试图走议会道路受阻和受到希腊保守派打压后，该党组织希腊民主军，與希臘政府进行内战。1947年，该党在希腊北部边境地区的格拉莫斯山脈建立临时民主政府。1949年8月，希腊民主军在内战中失败，该党中央领导机构及部分党员流亡国外。
1951年8月3日，该党建立外围合法组织统一民主左翼；1958年—1961年，统一民主左翼成为希腊最大的反对党；1967年，希腊军政府上台后，取缔统一民主左翼。1968年，该党发生分裂，反对华约入侵捷克斯洛伐克的成员另建希腊共产党（国内派）。
希腊恢复民主后的1974年9月，该党重新获得合法地位；当时，该党主张通过“和平过渡”走向社会主义，赞成苏联共产党的“全民党”和“全民国家”理论。1989年—1990年，该党领导的左翼和进步联盟先后参加察尼斯·察内塔基斯政府和克塞诺丰·佐洛塔斯联合政府，引发党内争议，少数成员脱党，另立新左翼潮流。
1991年，受苏东剧变影响，该党内部发生严重分裂，以总书记格里戈里斯·法拉科斯为首的主张全面否定马克思列宁主义和取消党的“革新派”，联合左翼和进步联盟的其他成员党（主要是希腊共产党（国内派）演变而来的希腊左翼），试图从改变党的纲领和改选领导机构成员入手，进而全面改变联盟性质，将其变成一个“统一、自主、多派别”的政党。1991年6月23日，希共“正统派”在牢固掌握党的领导权、挫败“革新派”改变党的性质的企图后，将“革新派”的代表人物清除出中央委员会和政治局，并宣布退出左翼和进步联盟。包括近一半希共中央委员和五分之二党员在内的“革新派”遂自行退党，加入左翼和进步联盟，将其改组为一个统一的政党。该党成员数从10万减至3.2万。
1991年12月，该党召开“十四大”，重建党的组织，重申坚持马克思主义理论和社会主义目标。1996年，该党召开“十五大”，提出“社会主义革命理论”，主张走一条反帝反垄断的民主斗争道路。此后，该党在希腊政坛和国际共产主义运动中表现极为活跃，多次主办共产党和工人党国际会议，并先后发起成立共产党和工人党倡议和欧洲共产主义行动。目前，该党在希腊第三大城市帕特雷执政。

## 历任第一书记和总书记
1. 尼科斯·迪米特拉托斯（1918年11月—1922年2月），因“行为可疑”被开除出党
2. 亚尼斯·科尔达托斯（英语：Yanis Kordatos）（1922年2月—1922年11月）
3. 尼科斯·萨尔戈洛斯（希腊语：Νίκος Σαργολόγος）（1922年11月—1923年9月），因“间谍活动”被开除出党
4. 托马斯·阿波斯托利迪斯（希腊语：Θωμάς Αποστολίδης）（1923年9月—1924年12月），因“机会主义”被开除出党
5. 潘德利斯·普利奥普洛斯（英语：Pandelis Pouliopoulos）（1924年12月—1925年9月）
6. 埃莱夫塞里奥斯·斯塔夫里迪斯（英语：Eleftherios Stavridis）（1925年—1926年），因持有亲资产阶级政治立场被开除出党
7. 帕斯提亚斯·贾索普洛斯（希腊语：Παστιάς Γιατσόπουλος）（1926年9月—1927年3月），因“清算主义”被开除出党
8. 安德罗尼科斯·凯塔斯（希腊语：Ανδρόνικος Χαϊτάς）（1927年3月—1931年），被开除出党并于1935年在苏联被处决
9. 尼科斯·萨查利阿迪斯（1931年—1936年），第一次任期
10. 安德烈亚斯·齐帕斯（英语：Andreas Tsipas）（1941年7月—1941年9月）
11. 乔治·西安托斯（英语：Georgios Siantos）（1942年1月—1945年5月），代理，直到扎查里阿迪斯回国
12. 尼科斯·萨查利阿迪斯（1945年5月—1956年3月），第二次任期
13. 阿波斯托洛斯·格罗佐斯（英语：Apostolos Grozos）（1956年3月—1956年6月）
14. 科斯塔斯·科利吉安尼斯（英语：Kostas Koligiannis）（1956年6月—1972年12月）
15. 哈里拉奥斯·弗洛拉基斯（英语：Charilaos Florakis）（1972年12月—1989年7月）
16. 格里戈里斯·法拉科斯（希腊语：Γρηγόρης Φαράκος）（1989年7月—1991年2月），辞去党职并加入左翼和进步联盟
17. 阿莱卡·帕帕里加（1991年2月—2013年4月）
18. 季米特里斯·库楚巴斯（2013年4月至今）

## 选举表现
| 1926      | 议会     | 41,982    | 4.37%  | 10 |
| 1928      | 议会     |           | 1.4%   | 0  |
| 1929      | 参议院   | ↔         | 1.7%   | 0  |
| 1932      | 议会     | 58,223    | 4.97%  | 10 |
| 1932      | 参议院   | ↔         | 3.91   | 0  |
| 1933      | 议会     |           | 4.5%   | 0  |
| 1935      | 议会     |           | 9.59%‡ | 0  |
| 1936      | 议会     |           | 5.8%‡  | 15 |
| 1951      | 议会     | *         | 10.57% | 10 |
| 1952      | 议会     | *         | 9.55%  | 29 |
| 1958      | 议会     | *         | 24.42% | 60 |
| 1974      | 议会     | 464,787†  | 9.47%  | 8  |
| 1977      | 议会     | 480,272   | 9.36%  | 11 |
| 1981      | 议会     | 620,302   | 10.93% | 13 |
| 1981      | 欧洲议会 | 729,052   | 12.84  | 3  |
| 1984      | 欧洲议会 | 693,304   | 11.64  | 3  |
| 1985      | 议会     | 629,525   | 9.1%   | 12 |
| 1989      | 欧洲议会 | 936,175†† | 14.30% | 4  |
| 1989.6    | 议会     | 855,944†† | 13.1%  | 28 |
| 1989.11   | 议会     | 734,611†† | 11.0%  | 21 |
| 1990      | 议会     | 677,059†† | 10.3%  | 19 |
| 1993      | 议会     | 313,087   | 4.5%   | 9  |
| 1994      | 欧洲议会 | 410,741   | 6.29%  | 2  |
| 1996      | 议会     | 380,167   | 5.61%  | 11 |
| 1999      | 欧洲议会 | 557,365   | 8.67%  | 3  |
| 2000      | 议会     | 379,517   | 5.53%  | 11 |
| 2004      | 议会     | 436,573   | 5.9%   | 12 |
| 2004      | 欧洲议会 | 580,396   | 9.48%  | 3  |
| 2007      | 议会     | 583,815   | 8.15%  | 22 |
| 2009      | 欧洲议会 | 425,963   | 8.35%  | 2  |
| 2009      | 议会     | 517,154   | 7.54%  | 21 |
| 2012.05   | 议会     | 536,072   | 8.48%  | 26 |
| 2012.06   | 议会     | 277,122   | 4.50%  | 12 |
| 2014      | 欧洲议会 | 349,342   | 6.1%   | 2  |
| 2015.01   | 议会     | 337,923   | 5.47%  | 15 |
| 2015.09   | 议会     | 301,632   | 5.55%  | 15 |
| 2019      | 议会     | 299,592   | 5.3%   | 15 |
| 2019      | 欧洲议会 | 302,677   | 5.4%   | 2  |
| 2023年5月 | 议会     | 426,741   | 7.2%   | 26 |
| 2023年6月 | 议会     | 400,813   | 7.7%   | 20 |
| 2024      | 欧洲议会 | 367,796   | 9.25%  | 2  |

注释:
‡与其他政党合作。
↔作为联合阵线的一部分参选。
*以统一民主左翼的名义参选。
†作为联合左翼的一部分参选。
††作为左翼和进步联盟的一部分参选。